# 合一集团
合一集团，（前身：优酷土豆股份有限公司），是中国大陆视频分享网站优酷网与土豆网合并后成立的傳媒公司，在2015年8月更換名稱至合一集團，並以宣傳格言「合一而為」為其合一文化集團的理念，2016年被阿里巴巴集團正式收購。

## 历史
- 2012年3月12日，优酷网和土豆网宣布双方在3月11日签订最后协议，优酷网用100%换股的方式与土豆网合并，土豆网退市，并成立优酷土豆集团。合并之后，优酷股东拥有优酷土豆集团71.5%的股份，土豆股东拥有28.5%的股份，并且保留优酷网、土豆网两个品牌。[1]
- 2012年7月17日，美国证券交易委员会收到优酷提交的Form F-4（英语：Form F-4）登记说明（包括联合委托书和合并协议），并批准了合并协议。[2]
- 2012年8月20日，优酷和土豆双方的股东在香港召开股东大会讨论并通过优酷土豆合并方案，优酷土豆集团正式成立。
- 2013年9月13日，新加坡国企淡馬錫控股透過子企Sennet Investments，以每股23.8至24美元悉售770萬股(或21.3%)優酷土豆的股份，即不再是中資最大單一大股東。
- 2014年4月28日， 阿里巴巴集团以12.2亿美元收购优酷土豆16.5%股权。[3]
- 2015年8月6日，优酷土豆集团更名为合一集团。[4]
- 2015年10月16日，阿里巴巴集团宣布，已向优酷土豆集团董事会发出非约束性收购要约。[5][6]
- 2016年1月19日，合一集团（优酷土豆）与阿里百川联合发布“合一百川创业加速计划”。通过融合文娱与电商，以平台资源支持、资金投入和人才培训等扶持方案，为创业者提供支持。[7]
- 2016年4月6日，合一集团宣布，依据合并计划，合一集团与阿里巴巴集团完成合并交易，正式成为阿里旗下全资子公司。[8]